# Феодор Прісциан
Феодор Прісциан (IV — V століття) — визначний давньоримській медик, особистий лікар імператорів Аркадія та Феодосія II.

## Життєпис
Відомостей про особисте життя Феодора замало. Він жив у Константинополі. Ймовірно перебрався сюди за імператора Феодосія I. Вчився у відомого свого часу лікаря Віндіциана. Згодом Прісциан став архіатером (тобто особистим лікарем) імператора Аркадія. Феодор Прісциан належав до емпіричної школи в медицині, хоча в його творчості помітні впливи методичної та догматичної шкіл.

## Творчість
Прісциан відомим перш за все своєю працею «Медичні питання», яка була випущена у 408 році й складалася з 4 книг. Вона написана латиною. У першій книзі надаються визначення зовнішніх захворювань, друга книга присвячена внутрішнім хворобам, третя — жіночим захворюванням, четверта — фізіології. Прісциан у передмові виступає проти суперечок лікарів біля ліжка хворого, проти їхньої залежності від закордонних засобів лікування. Він віддає перевагу саме рідним, римським засобам й методам лікування. Водночас у праці Феодора багато приділено лікуванню хвороб за допомогою лікарських трав, також приділяється увага протиотрутам.
Вперше надруковано твір Феодора Прісциана у 1532 році у Страсбурзі.